# Begonia gulinqingensis
Espèce
Synonymes
- Begonia brevicaulis T. C. Ku[2]
- Begonia sinobrevicaulis T. C. Ku[2]

Begonia gulinqingensis est une espèce de plantes de la famille des Begoniaceae.
L'espèce fait partie de la section Diploclinium.
Elle a été décrite en 1994 par Shu Hua Huang et Yu Min Shui.

## Répartition géographique
Cette espèce est originaire du pays suivant : Chine.